# 260
260 је била преступна година.

## Догађаји
- Битка код Едесе: Са великом војском, за коју се каже да броји 70.000 људи, Валеријан покушава да потисне Персијанце из Едесе. Римска војска је окружена и већина њених трупа је убијена или заробљена. Валеријан је заробљен до краја живота.
- Шах Шапур I заробљава римског цара Валеријана и шаље га у Бишапур и користи заробљену римску војску за инжењерске планове. Они граде Банд-е Каисар („Валеријанов мост”).
- Галијен постаје једини цар Рима; током његове владавине, панонски гувернер Ингенуј подиже побуну на Дунаву.
- Галијен евакуише утврђења (лимес) у Агри Декумату (Германија Супериор), покривајући подручје Шварцвалда пред инвазијом Алемана.
- Галијен се учвршћује у Медиолануму (данашњи Милано); реорганизује војску, уз подршку елитне коњице, и шаље трупе на границу Рајне.
- Постум, римски узурпатор, формира Галско царство и штити Рајну од инвазије германских племена.
- Салонин, син Галијена, проглашен је за августа од стране својих трупа. Постум опседа Келн, где је Силван преторијански префект и римски владар Галије.
- Постум погубљује Салонина и његовог саветника Силвана након што је пробио зидине Келна. Признат је за цара и успоставља своју престоницу у Триру.
- Постум осваја све римске провинције западно од Алпа, укључујући Галију, Британију и Хиспанију.
- Римско утврђење Висбаден (Немачка) заузимају Алемани.
- Франци преузимају контролу над естуаром Шелде.
- Персијски шах Шапур I уништава Цезареју Мазаку у Малој Азији.
- Цар Цао Мао из бивше државе Веј покушава да поведе пуч против моћног регента Сима Џаоа, али и сам бива убијен пре него што дође до сукоба.
- 2. јун — Цао Мао је убијен у државном удару против Сима Џаоа. Четрнаестогодишњи Цао Хуан постаје владар бившег Веја, али клан Сима контролише државу.
- Папа Дионисије сазива Сабор у Риму како би захтевао објашњење од епископа Дионисија из Александрије, који је оптужен да је у своме учењу раздвојио Свету Тројицу на три посебна божанства.
- Павле Самосатски постаје патријарх Антиохије.